# Federico Mussini
Federico Mussini (Reggio Emilia, 12 marzo 1996) è un cestista italiano.

## Carriera

### Club
Cresciuto nelle giovanili della Pallacanestro Reggiana, ha esordito in Serie A il 19 maggio 2013 contro Roma, giocando un minuto in gara-6 dei Play-off.
Nella stagione 2013-14 entra stabilmente in prima squadra ma gioca pochi minuti e quasi tutti a risultato già acquisito ma in aprile ottiene il suo primo successo in campo europeo, infatti vince l'EuroChallenge; l'anno successivo è parte integrante delle rotazioni di Reggio Emilia, giocando prevalentemente come riserva del playmaker titolare Andrea Cinciarini.
Il 10 marzo 2015 viene convocato nel World Team per il prestigioso Nike Hoop Summit, trofeo di esibizione in cui dal 1995 si sfidano i migliori giovani del mondo contro i migliori prospetti statunitensi (dai 19 anni in giù); realizza nove punti e tre assist.
Il 29 giugno 2015 comunica di non aver intenzione di rinnovare il contratto con la squadra emiliana e si accorda con la St. John's University; uno degli atenei più prestigiosi della NCAA. Il 6 giugno 2017 lascia l'università americana
, facendo ritorno nella squadra della sua città natale, con cui firma un contratto triennale. Tuttavia, visto il rendimento al di sotto delle aspettative, il 30 marzo 2018 passa in prestito fino a fine stagione alla Pallacanestro Trieste società di Serie A2.
Il 10 luglio 2018 fa ufficialmente ritorno alla Reggiana per la stagione 2018-2019.
Il 23 dicembre 2022 viene ufficialmente ingaggiato dalla Benedetto XIV Cento per la seconda parte di stagione della Serie A2 2022-23  esordendo sei giorni dopo nel quarto di finale di Coppa Italia Lega Nazionale Pallacanestro contro Treviglio.

### Nazionale
Mussini ha esordito con l'Italia under 16 agli Europei del 2012, la squadra si è classificata al quarto posto e Mussini è stato inserito nell'All-Tournament Team.
Con l'Italia under 18 agli Europei del 2014 in Turchia viene nuovamente inserito nell'All Tournament Team nonostante il sesto posto dell'Italia

## Statistiche

### NCAA
| Anno      | Squadra             | PG | PT | MP   | TC%  | 3P%  | TL%  | RP  | AP  | PRP | SP  | PP   |
| --------- | ------------------- | -- | -- | ---- | ---- | ---- | ---- | --- | --- | --- | --- | ---- |
| 2015-2016 | St. John's R. Storm | 32 | 23 | 29,3 | 33,9 | 30,4 | 86,2 | 2,4 | 2,2 | 1,2 | 0,1 | 10,7 |
| 2016-2017 | St. John's R. Storm | 30 | 1  | 19,2 | 41,0 | 42,7 | 85,4 | 1,7 | 0,9 | 0,6 | 0,0 | 8,2  |
| Carriera  | Carriera            | 62 | 24 | 24,4 | 36,6 | 35,6 | 85,9 | 2,1 | 1,6 | 0,9 | 0,0 | 9,5  |

#### Massimi in carriera
- Massimo di punti: 24 vs. Chaminade (25 novembre 2015)[11]
- Massimo di rimbalzi: 7 vs. Rutgers (19 novembre 2015)
- Massimo di assist: 6 vs (3 volte)
- Massimo di palle rubate: 4 (3 volte)
- Massimo di stoppate: 1 (2 volte)
- Massimo di minuti giocati: 38 vs. NJIT (20 dicembre 2015)

### Club
| Stagione        | Squadra                   | Competizione    | Partite | Partite | Partite | Statistiche tiro | Statistiche tiro | Statistiche tiro | Altre statistiche | Altre statistiche | Altre statistiche | Altre statistiche | Altre statistiche |
| Stagione        | Squadra                   | Competizione    | Pres.   | Titol.  | Minuti  | Tiri da 2        | Tiri da 3        | Liberi           | Rimb.             | Assist            | Rubate            | Stopp.            | Punti             |
| --------------- | ------------------------- | --------------- | ------- | ------- | ------- | ---------------- | ---------------- | ---------------- | ----------------- | ----------------- | ----------------- | ----------------- | ----------------- |
| 2012-2013       | Trenkwalder Reggio Emilia | Serie A         | 2       | 0       | 2       | 0/0              | 0/0              | 0/0              | 0                 | 0                 | 0                 | 0                 | 0                 |
| 2013-2014       | Grissin Bon Reggio Emilia | Serie A         | 4       | 0       | 16      | 0/1              | 1/2              | 0/0              | 0                 | 1                 | 1                 | 0                 | 3                 |
| 2014-2015       | Grissin Bon Reggio Emilia | Serie A         | 37      | 8       | 545     | 23/54            | 28/91            | 8/12             | 38                | 26                | 15                | 0                 | 138               |
| Totale carriera | Totale carriera           | Totale carriera | 43      | 8       | 563     | 23/55            | 29/93            | 8/12             | 38                | 27                | 16                | 0                 | 141               |

## Palmarès

### Competizioni nazionali
- Serie A2 (pallacanestro maschile): 1

Pallacanestro Trieste : 2018
- Coppa Italia LNP: 1

APU Udinese: 2022

### Competizioni internazionali
- EuroChallenge: 1

Pallacanestro Reggiana: 2013-14